# Paul Tobias
Paul Tobias, även känd som Paul Huge, född 1963 i Indianapolis, Indiana, USA, är en amerikansk musiker. Han var kompgitarrist i det amerikanska rockbandet Guns N' Roses år 1994 till 2002. Han slutade i bandet främst på grund av att han inte gillade turnélivet.
Paul Tobias har tillsammans med Axl Rose skrivit fyra av låtarna på Guns N' Roses-albumet Chinese Democracy: "There Was a Time", "Catcher in the Rye", "I.R.S." och "Prostitute".